# Liste des îles du Nouveau-Brunswick
La province canadienne du Nouveau-Brunswick compte de nombreuses îles, dont voici la liste.

## Îles maritimes

### Baie des Chaleurs
- Rochers Bon Ami
- Île de Caraquet
- Île Fleming
- Île aux Hérons
- Île de Lamèque
- Dune de Maisonnette
- île Miscou
- Île Munro
- Rocher de Pokeshaw
- Île Pokesudie
- Îlette de Pokesudie
- Île de Sable
- Île Seal
- Rocher Thrum
- Île West Point
- Île à William

### Golfe du Saint-Laurent
- Île Crab
- Île Fox
- Île Fox Den
- Île Huckleberry
- Plage de Néguac
- Île du Portage
- Plage de Tabusintac
- Dune de Tracadie

### Détroit de Northumberland
- Île de Cocagne
- Île Jourimain (maintenant reliée au continent par un isthme)
- Dune de Kouchibouguac Nord
- Dune de Kouchibouguac Sud
- Dune de Richibouctou Nord
- Île de Shédiac
- Île Surette
- The Bluff

### Baie de Fundy

#### Archipel de Grand Manan
- Île Grand Manan
- Île Machias Seal
- North Rock
- Île White Head
- Île Hay
- Île Kent
- Île Sheep
- Île Green Nord
- Île Green Sud
- Îlot Bills
- Îlot Pumpkin
- Île Cheney
- Îlot Sams
- Île Rocks
- Îlot White Horse
- Île Wood
- Île Wood Extérieure
- Rocher Gull
- Île Green Occidentale
- Haute Île Duck
- Basse Île Duck
- Grande Île Duck
- Île Longue
- Îlot Gull
- Île Nantucket

#### Archipel des Loups
- Île Eastern Wolf
- Île Green Rock
- Île Flat Wolf
- Île Southern Wolf
- Île Spruce

#### Baie de Passamaquoddy
- Île Dicks
- Île Hardwood
- Île Hog
- Île Ministers
- Île Navy
- Île Oven Head

#### Autres
- Récifs de la baie Maces
- Rocher Black
- Île Campobello
- Île Crow (reliée au continent par une digue)
- Île Deer
- Récif Dry
- Île Gooseberry
- Rocher Man
- Île Manawagonsih
- Île aux Meules
- Rocher Molly Brown
- Île Moose
- Île New River
- Île Partridge (reliée au continent par une digue)
- Île Penn
- Rocher Ploughshare
- Île de Pocologan
- Îles Salkeld
- Thumb Cap

## Îles fluviales
- Îles du fleuve Miramichi
  - Île Baie du Vin
  - Île Boishébert
  - Île Egg
  - Île Middle
  - Île Sheldrake

- Îles du fleuve Ristigouche
- Autres
  - Île aux Puces, rivière Bouctouche